# Brigada de los Mártires 17 de febrero
La Brigada de los Mártires del 17 de Febrero es una milicia islamista en Libia.

## Composición
En 2015, la brigada estaba formada por 12 batallones y poseía una gran colección de armas ligeras y pesadas, además de instalaciones de entrenamiento. Se cree que está compuesto entre  1,500 y 3,500 milicianos.

## Actividades
El gobierno de Estados Unidos pidió ayuda a la Brigada de los Mártires del 17 de febrero durante el ataque de Bengasi de 2012. A pesar de su llamado, la agencia no contó con la ayuda de la milicia, la cual no informo sobre el avance de la turba inicial que atacó la embajada. La función principal de la milicia en el ataque fue el de desempeñar el rol del estado libio durante el atentado. Algunos analistas de la CIA llamaron "un error" el haber confiado en una milicia irregular (cuando la seguridad y ambiente de los oficiales estadounidenses en la región era bastante pobre), la cual ya había dejado de realizar patrullajes con tropas occidentales, en protesta al bajo salario y largas jornadas de horas de trabajo.
Durante el 2014, la milicia perpetró ataques con morteros contra algunos barrios en Bengasi. El 17 de octubre del mismo año, el grupo se adjudicó el ataque suicida con un coche contra un puesto de control de una milicia no gubernamental, matando a cuatro personas (incluyendo el atacante) e hiriendo a una más.
En 2015, la brigada era considerada la milicia más grande y mejor armada del este de Libia. Fue financiado por el Ministerio de Defensa de Libia. El grupo llevó a cabo tareas de "seguridad y orden público" en el este de Libia y Kufra en el sur.